# Зайлер, Эрнст Фридрих
Эрнст Фридрих Зайлер (нем. Ernst Friedrich Seiler; 9 июня 1934, Мюнхен — 25 марта 2017, Киото) — японский пианист германского происхождения. Отец Мидори Зайлер.

## Биография
Учился в Кёльнской Высшей школе музыки, в 1960 г. окончил Джульярдскую школу. Годом раньше женился на своей соученице, японской пианистке Мие Огисо, и последовал за ней в Японию. В 1961—1967 гг. преподавал в музыкальных колледжах в Киото и Кобе, в 1968—1972 гг. в зальцбургском Моцартеуме. По возвращении в Японию профессор Университета Бунри в Токусиме (1974—1996), одновременно в 1983—1985 гг. профессор колледжа Сендзоку в Кавасаки.
В 1973 г. развёлся с первой женой и женился на другой японской пианистке, Кадзуко Масада. Вместе с ней образовал фортепианный дуэт, гастролировавший по всему миру. В 1998 г. супруги Зайлер основали Международный конкурс фортепианных дуэтов Каябуки, проводившийся раз в два года вплоть до 2014 г.
Четверо детей Зайлера от первого брака стали профессиональными музыкантами и в юности играли вместе, составляя струнный квартет Зайлеров. В дальнейшем старшая дочь Юри, в замужестве Юри-Карлотта Кристиансен (нем. Yuri-Charlotte Christiansen; род. 1959), виолончелистка, ученица Давида Герингаса, стала солисткой Симфонического оркестра Северогерманского радио, Наоми Зайлер, альтистка, играла в оркестре Гамбургской оперы, Маюми Зайлер, скрипачка, работала в Торонто как солист и педагог; наиболее впечатляющую карьеру солиста сделала младшая дочь Мидори Зайлер.